# Petrus Jonæ Pictorius
Petrus Jonæ Pictorius, född i Söderköping, död 1642 i Lommaryds församling, han var en svensk präst.

## Biografi
Petrus Pictorius föddes i Söderköping och blev senare student i Tyskland. Han blev 1625 kyrkoherde i Askeby församling och 1630 kyrkoherde i Lommaryds församling. Pictorius utnämndes till prost 1631. Han avled 1642 i Lommaryds församling.
Under hans tid som kyrkoherde i Lommaryds fick komministern en del av prästgården som underhåll. Vilket ledde till att det blev en permanent förmån 1756.

### Familj
Pictorius var gift och fick dottern Maria Helena Pictoria som gifte sig med komministern Wernander i Värna församling..